# バリウム114
バリウム114 (Barium-114・114Ba) とは、バリウムの同位体の1つ。

## 概要
114Baは、発見されている中で最も軽いバリウムの同位体である。陽子が56個に対して中性子が58個という陽子過剰核であるため、半減期は0.53秒と短命である。ただしはっきりとは分かっておらず、±0.23秒の測定誤差がある。また、114Baは直接生成することで得る方法しかなく、親核種は発見されていない。

## 崩壊モード
114Baは最も軽いクラスタ崩壊を起こす核種である。114Baはその0.038%が12C原子核を放出して102Snに崩壊する。114Baの次に軽いクラスタ崩壊を起こす核種は221Frであり、114Baはずっと軽い核種である。また、発生確率もクラスタ崩壊としては異様に高いほうであり、次に高いのは223Raが14Cを放出して209Pbになるもので、0.00000089%の確率で発生する。すなわち、114Baの方が4万倍以上も発生しやすい。これらの性質は、114Baがドリップラインから大きく外れた不安定核であることによるものである。他のクラスタ崩壊が発見されている核種はどれも比較的安定な核において確認されている。
その他の崩壊モードとして、114Baの80%は陽電子放出によって114Csに崩壊する。20%は陽電子放出に加え陽子放出によって113Xeに崩壊する。そしてわずかに0.9%はアルファ崩壊によって110Xeに崩壊する。